# Les Baux-de-Provence
Les Baux-de-Provence (Occitaans: Lei Bauç de Provença), kortweg Les Baux is een gemeente in het Franse departement Bouches-du-Rhône in de regio Provence-Alpes-Côte d'Azur en maakt deel uit van het arrondissement Arles. De gemeente telde 262 inwoners op 1 januari 2022.
Les Baux-de-Provence is lid van Les Plus Beaux Villages de France. Het dorp, met zijn exclusieve hotel-restaurant, kasteelruïne, de kerk Saint-Vincent (12e-16e eeuw) en de Chapelle des Pénitents-Blancs (17e eeuw), trekt meer dan 1,5 miljoen bezoekers per jaar.

## Geschiedenis
De plaats is bekend om zijn ligging in de Alpilles waar de heren van Les Baux een burcht, het Château des Baux, bouwden boven op een kale kalkrots, 900 meter lang en 200 meter breed. Het was een van de oudste feodale burchten van Europa, die al in 975 vermeld werd als castrum Balcium. Van hieruit controleerden de heren van Les Baux, die nadien ook verschillende andere titels voerden, een tachtigtal dorpen. De burcht werd vernietigd in de 17e eeuw. Na de Tweede Wereldoorlog was het dorp verlaten en uitgestorven, maar het werd toen nieuw leven ingeblazen door Raymond Thuillier, oprichter van het hotel-restaurant L'Oustaù de Baumanière. Deze plaats werd een ontmoetingsplaats van de jetset en het dorp werd gerestaureerd. In 1966 werd het hele dorp beschermd.

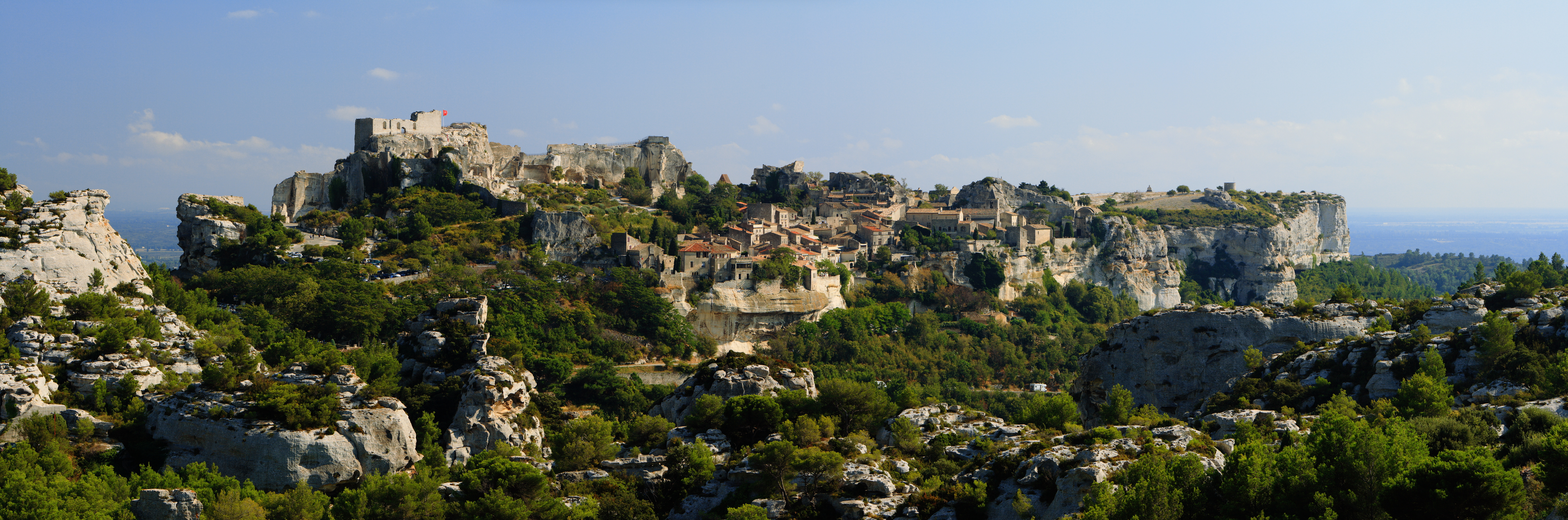
Panoramafoto van Les Baux

## Bauxiet
In 1822 ontdekte de Franse geoloog Pierre Berthier in Les Baux dat in een mineraal ter plaatse aluminium voorkomt. Tot dan dacht men dat de rode kleur ervan duidde op het aanwezigheid van ijzer. Berthier noemde het mineraal naar de vindplaats terre d'alumine des Baux. Het werd bekend als bauxiet.

## Geografie
De oppervlakte van Les Baux-de-Provence bedraagt 18,07 vierkante kilometer; Op 1 januari 2022 was de bevolkingsdichtheid 14,5 inwoners per km².
De onderstaande kaart toont de ligging van Les Baux-de-Provence met de belangrijkste infrastructuur en aangrenzende gemeenten.

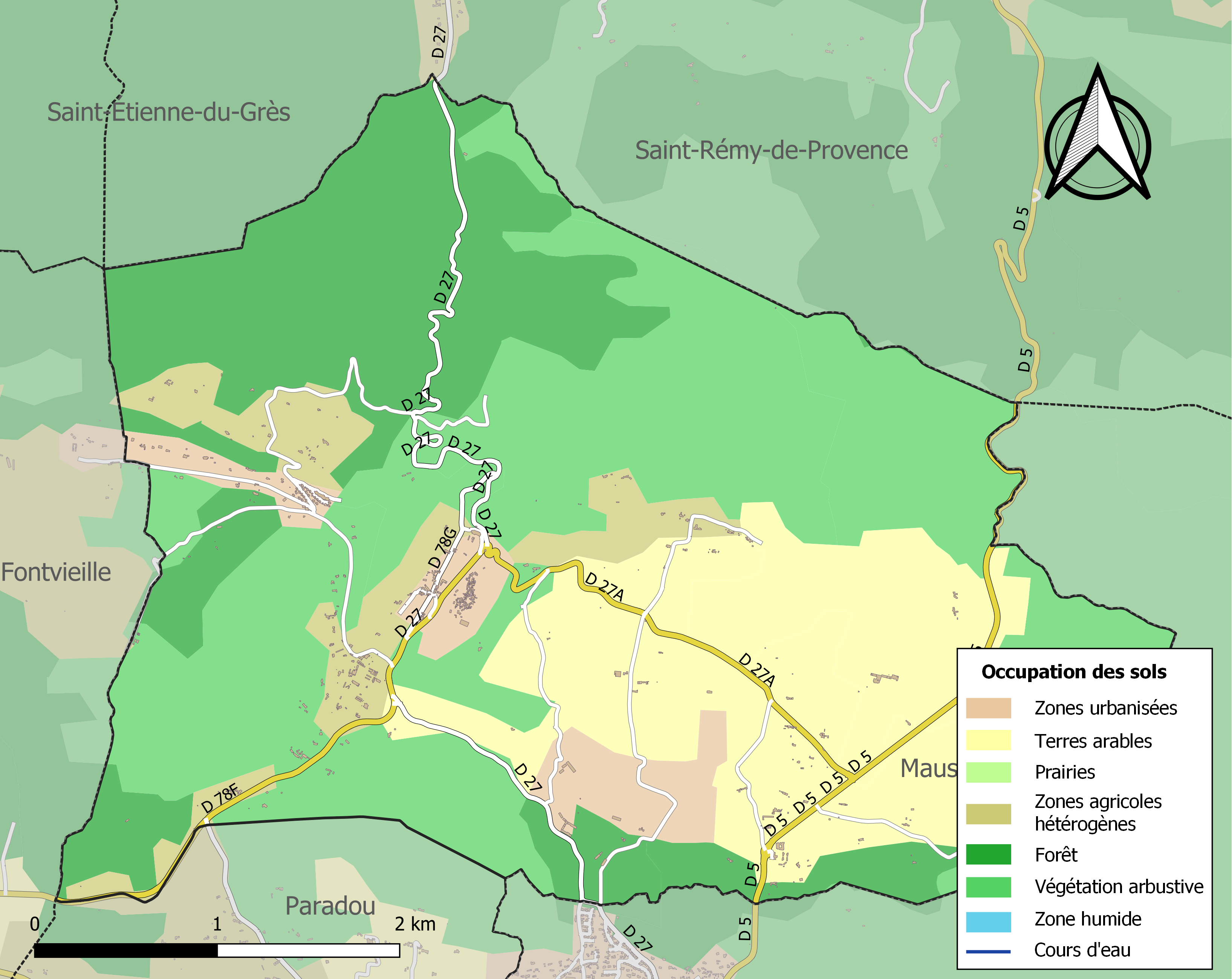

## Bezienswaardigheden
Grootste attractie blijft het zeer exclusieve hotel-restaurant L'Oustaù de Baumanière dat in zijn hoogtijdagen drie sterren van Michelin kreeg onder chef Raymond Thuillier. Anno 2011 had het restaurant twee Michelin-sterren. De Nederlandse chef Robert Kranenborg deed hier aan het begin van zijn carrière belangrijke ervaring op tussen 1973-1975.
In de gemeente ligt er een verlaten mergelgroeve die omgevormd is tot een grote tentoonstellingsruimte onder de naam Cathédrale d'Images.

## Demografie
Onderstaande figuur toont het verloop van het inwonertal.
Vanwege een beveiligingsprobleem met de MediaWiki Graph-software is het momenteel niet mogelijk deze grafiek weer te geven. Zodra de software is bijgewerkt zal de grafiek vanzelf weer zichtbaar worden.
(Sortering op regio > departement (vet) > gemeente)